# Yin e yang

Il Taijitu (T'ai Chi T'u), rappresentazione di Yin e yang.

Il concetto di yin (nero) ([ín]) e yang (bianco) ([jǎŋ]) ha origine dall'antica filosofia cinese, molto probabilmente dalla dualità notte-giorno. I concetti di "yin" e "yang" si riflettono anche in ogni aspetto della natura. Questa è una concezione presente nel Taoismo e nella religione tradizionale cinese.
Questo concetto è anche alla base di molte branche della scienza classica cinese, oltre ad essere una delle linee guida della medicina tradizionale cinese. Esso è pure un punto centrale di molte arti marziali cinesi come il baguazhang, taijiquan, qigong e della divinazione I Ching.

## Caratterizzazione
I caratteri tradizionali per yin (陰T, 阴S, yīnP) e yang (陽T, 阳S, yángP) possono essere separati e tradotti approssimativamente come il lato in ombra della collina (yin) e il lato soleggiato della collina (yang). Siccome yang fa riferimento al "lato soleggiato della collina", esso corrisponde al giorno e alle funzioni più attive. Al contrario, yin, facendo riferimento al "lato in ombra della collina", corrisponde alla notte e alle funzioni meno attive. Il concetto di yin e yang può essere illustrato da questa tabella 
| Yin          | Yang        |
| ------------ | ----------- |
| nero         | bianco      |
| oscurità     | luminosità  |
| confusione   | chiarezza   |
| demoni (gui) | dèi (shen)  |
| luna         | sole        |
| notte        | giorno      |
| passivo      | attivo      |
| freddo       | caldo       |
| negativo     | positivo    |
| nord         | sud         |
| ovest        | est         |
| terra        | cielo       |
| acqua (shui) | fuoco (huo) |
| femminile    | maschile    |

Lo yin (nero) e lo yang (bianco) sono anche detti "i due pesci yin e yang" (陰陽魚), perché sono due metà uguali con la maggior concentrazione al centro e sul rispettivo lato, quando lo yang raggiunge il suo massimo apice comincia inevitabilmente lo yin. Le due polarità non implicano affatto la divisione yin = male e yang = bene, ma semplicemente due polarità energetiche (Tao Te Ching).

## Origine
Prima della creazione dell'universo esisteva solo il Wuji ("Apolarità"; "Senza Polo"), che si può definire il nulla potenziale; da qui poi ha inizio il Taiji ("Polo Supremo") che è la prima forza che nasce, dividendosi in yin e yang.
In ogni metà è presente il potenziale del rispettivo opposto.

## Principi
Tutto il mondo manifesto si regge sui due principi yin e yang;
1. Lo yin e yang sono opposti: qualunque cosa ha un suo opposto, non assoluto, ma in termini comparativi. Nessuna cosa può essere completamente yin o completamente yang; essa contiene il seme per il proprio opposto.
2. Lo yin e lo yang hanno radice uno nell'altro: sono interdipendenti, hanno origine reciproca, l'uno non può esistere senza l'altro.